# Володар звірів 3: Око Браксуса
«Володар звірів 3: Око Браксуса» (англ. Beastmaster III: The Eye Of Braxus) — телефільм у жанрі фентезі. Другий сиквел фільму «Володар звірів».

## Сюжет
Чародій Агон намагається зберегти свою молодість. Для цього він зі своїм підручним Малдором практикує похмурі ритуали витягування життєвої сили з бранців. Однак справжню юність чарівник зможе повернути тільки в гробниці Браксуса. Талісман, що дозволяє увійти в склеп, зберігається у молодого короля Тала. Люди Агона захоплюють Тала в полон, однак перед цим молодий чоловік віддає половинку артефакту своєму старшому братові Дару, відомому як Повелитель звірів. Героєві не залишається вибору, окрім як відправитися в царство Агона разом з Сетом — начальником охоронців короля Тала, щоб врятувати брата з рук злого чарівника.
Між тим Агон, переконавшись, що у Тала знаходиться лише частина талісмана, тортурами змушує бранця вказати, де знаходиться друга половина, і посилає Темну Варту — своїх гвардійців на пошуки Повелителя звірів.
Тим часом Дар і Сет слідують за викрадачами Тала. По дорозі вони зустрічають прекрасну войовницю Шаду, яка насправді є агентом Агона. Кілька разів вона намагається заманити героя в пастку, з яких він насилу виплутується. Зрештою Дар за допомогою циганки Моргани потрапляє в місто, де заточений Тал, та звільняє брата. Однак Агон викликає до життя Браксуса, який виявляється божеством темряви і першим ділом опановує тіло чарівника. Далі монстр вирішує викликати з пекла сили темряви, однак Дар відбирає і потім нищить його око.

## У ролях
- Марк Сінгер — Дар — Володар звірів
- Тоні Тодд — Сет, радник і головний охоронець короля Тала
- Кейт Кулуріс — Бей, молодий акробат
- Сандра Гесс — Шада
- Каспер ван Дін — Король Тал
- Петрик Кілпетрік — Джаггарт
- Леслі-Енн Даун — Моргана, чарівниця
- Девід Ворнер — лорд Агон
- Майкл Дік — «Браксус»
- Олаф Кулі — Малдор, чаклун, підручний Агона
- Девід Грант Райт — Корум
- Кімберлі Стенфіл — Калу
- Джої Зіммерман — Бенкет
- Гарі Сімпсон — капітан Темної Варти
- Ленс Рашин — воїн Темної Варти
- Дар Томпсон — страж